# Saltulota
Saltulota (Ulota phyllantha) är en bladmossart som beskrevs av Bridel 1819 [1818. Saltulota ingår i släktet ulotor, och familjen Orthotrichaceae. Arten är reproducerande i Sverige. Inga underarter finns listade i Catalogue of Life.